# Roy Sambles
John Roy Sambles FRS (Callington, Cornualha, 1945) é um físico experimental inglês. É presidente eleito do Instituto de Física.
Sambles estudou física no Imperial College London, onde obteve o BSc e um PhD, e desde então já publicou mais de 400 artigos científicos em periódicos internacionais. Foi eleito Membro da Royal Society em maio de 2002.
Sambles é atualmente professor de física experimental da Universidade de Exeter, com uma longa e distinta carreira pesquisando as interações da luz com a matéria. Seu grupo em Exeter estudou uma ampla faixa de sistemas, incluindo: dispositivos de cristal líquido; asas de borboleta iridescentes; plasmões superficiais e fotônica de micro-ondas. Estes estudos tem aplicação em LCD para televisores e monitores de computador, detecção ultra sensível de materiais (por exemplo para diagnóstico médico) e comunicação óptica e por micro-ondas.
Em 2008 foi indicado para membro do Engineering and Physical Sciences Research Council.

## Livros
- 1998: (Editado com Steve Elston) The Optics of Thermotropic Liquid Crystals. London: Taylor & Francis. ISBN 978-0-7484-0629-6

## Prêmios
- 2003 - Medalha e Prêmio Young
- 2012 - Medalha e Prêmio Faraday